# Jackson (Kentucky)
Jackson – miasto w Stanach Zjednoczonych, w stanie Kentucky, w hrabstwie Clarke.